# Списък на фигурите в Анатомията на Грей: IV. Миология
Фигурите по-долу се срещат в глава IV-та: Миология от Анатомията на Грей (версия от 1918 г.)

## Механиканамускулите(Тема 102)
- Фигура 361
- Фигура 362
- Фигура 363
- Фигура 364
- Фигура 365
- Фигура 366
- Фигура 367
- Фигура 368
- Фигура 369
- Фигура 370
- Фигура 371
- Фигура 372

## Изграждане намускулите(Тема 103)
- Фигура 373
- Фигура 374
- Фигура 375
- Фигура 376

## Сухожилия,aponeurosesиfasciae(Тема 104)
- Фигура 377

## Fasciae and muscles наглавата

### Мускулинаскалпа(Тема 105)
- Фигура 378

### Мускулинаклепача(Тема 106)
- Фигура 379

### Мускулинаустата(Тема 108)
- Фигура 380
- Фигура 381

### Дъвкателни мускули(Тема 109)
- Фигура 382
- Фигура 383

## TheFasciae and muscles of the anterolateral region of the neck

### Thelateral cervical muscles(Тема 111)
- Фигура 384
- Фигура 385

### Thesupra-andinfrahyoid muscles(Тема 112)
- Фигура 386

### Theanterior vertebral muscles(Тема 113)
- Фигура 387

## TheFasciae and muscles of the trunk

### Thedeep musclesof theback(Тема 115)
- Фигура 388
- Фигура 389

### Мускулинагръдния кош(Тема 117)
- Фигура 390
- Фигура 391

### Мускулииfasciaeof theabdomen(Тема 118)
- Фигура 392
- Фигура 393
- Фигура 394
- Фигура 395
- Фигура 396
- Фигура 397
- Фигура 398
- Фигура 399
- Фигура 400
- Фигура 401

### Мускулииfasciaeof thepelvis(Тема 119)
- Фигура 402
- Фигура 403
- Фигура 404

### Мускулииfasciaeof theperineum(Тема 120)
- Фигура 405
- Фигура 406
- Фигура 407
- Фигура 408

## Мускулииfasciaeнагорния крайник

### The muscles connecting theupper extremityto thevertebral column(Тема 121)
- Фигура 409

### The muscles connecting theupper extremityto theanteriorandlateral thoracic walls(Тема 122)
- Фигура 410
- Фигура 411

### Мускулииfasciaeнарамото(Тема 123)
- Фигура 412

### Мускулииfasciaeнаarm(Тема 124)
- Фигура 413

### Мускулииfasciaeнаforearm(Тема 125)
- Фигура 414
- Фигура 415
- Фигура 416
- Фигура 417
- Фигура 418
- Фигура 419
- Фигура 420

### Мускулииfasciaeнаhand(Тема 126)
- Фигура 421
- Фигура 422
- Фигура 423
- Фигура 424
- Фигура 425
- Фигура 426
- Фигура 427
- Фигура 428
- Фигура 429

## Мускулииfasciaeнадолния крайник

### Мускулииfasciaeнаiliac region(Тема 127)
- Фигура 430

### Мускулииfasciaeнаthigh(Тема 128)
- Фигура 431
- Фигура 432
- Фигура 433
- Фигура 434
- Фигура 435
- Фигура 436

### Мускулииfasciaeнакрака(Тема 129)
- Фигура 437
- Фигура 438
- Фигура 439
- Фигура 440

### Thefasciaearound theглезена(Тема 130)
- Фигура 441
- Фигура 442

### Мускулииfasciaeнаходилото(Тема 131)
- Фигура 443
- Фигура 444
- Фигура 445
- Фигура 446
- Фигура 447